# America Chedister
America Chedister (America Cooney, 21 de octubre de 1895 – 1 de noviembre de 1975), fue una actriz y cantante estadounidense en teatro musical.

## Biografía
Nacida en el municipio de St. Clair, condado de Benton, Iowa, Chedister era la hija de Thomas Cooney y su esposa Frances McFadden. Su nombre artístico procedía de su abuela materna, America Susannah Chidester. Fue descubierta por Edward H. Griffith mientras trabajaba como showgirl, y se casaron.

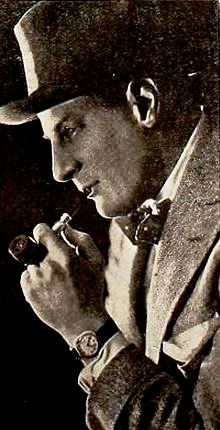
Edward H. Griffith en 1920.

La carrera cinematográfica de Chedister se desarrolló entre 1921 y 1926. En 1922 apareció en The Sea Riders, una película escrita y dirigida por su marido, ambientada en un pueblo pesquero de Cabo Bretón.
En 1923 en el Globe Theatre en Broadway, interpretó el papel de Mrs. DePuyster Fish en la comedia musical Jack and Jill.
En 1929, Edward Griffith compró una parcela de un acre en una nueva zona de Laguna Beach, California, llamada Three Arch Bay, y en 1932 ya había construido allí una de las primeras casas como refugio playero. Llamado "The Lugger", el edificio incluía ventanas de ojo de buey y escaleras rescatadas de barcos. La sala de mapas procedía de un barco llamado Mary Dollar, y los Griffith construyeron un faro así como dos casas de huéspedes independientes. La propiedad se utilizó para recibir a muchos invitados, entre los que se encontraban Lionel Barrymore y Claudette Colbert, y cuando se retiraron, los Griffith vivieron allí hasta su muerte. La propiedad está incluida en el Registro Nacional de Lugares Históricos.

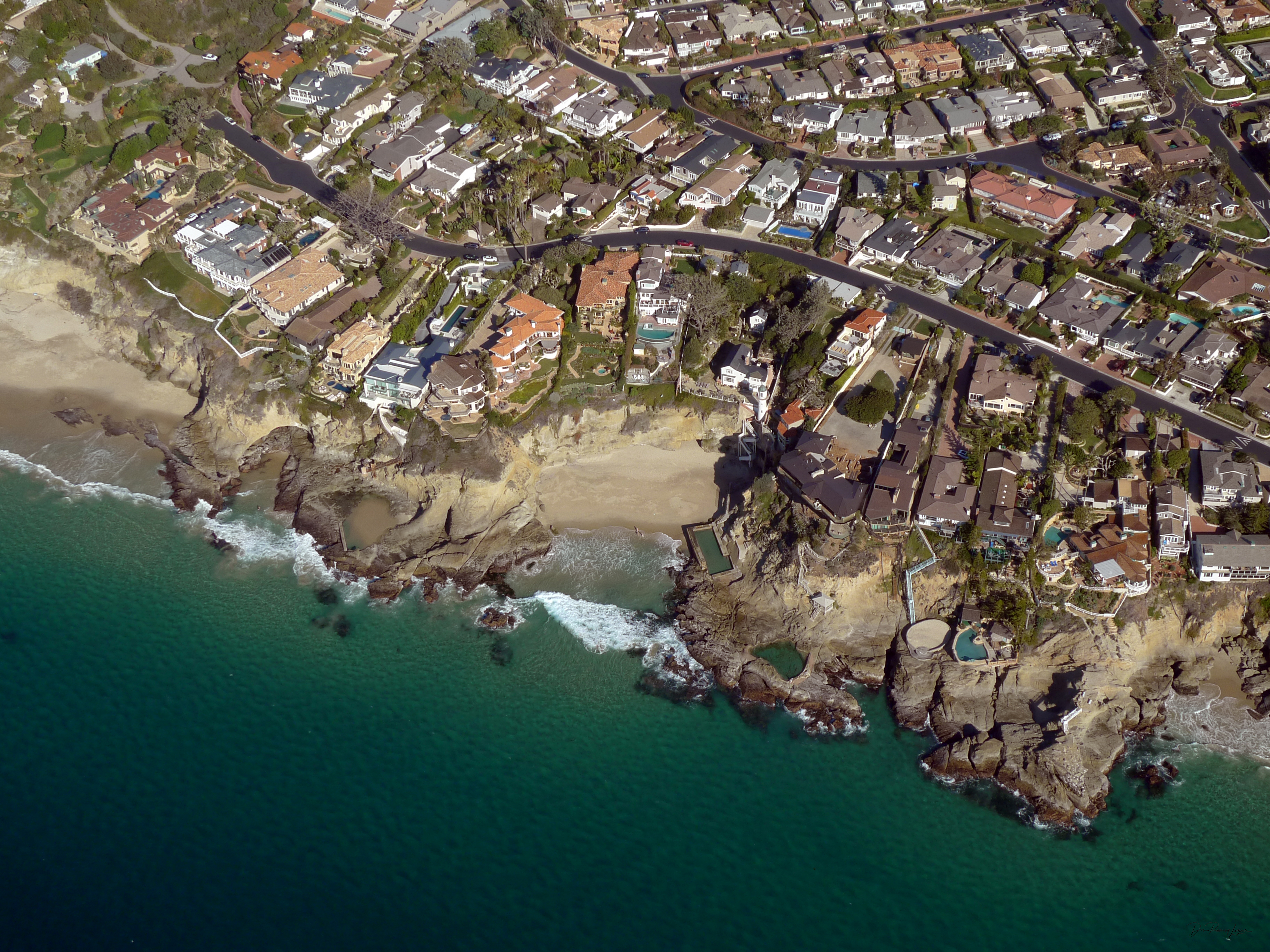
Three Arch Bay, en el centro, con "The Lugger" más cerca del borde del acantilado.

Chedister murió en Laguna Beach en noviembre de 1975
y fue enterrada en el Forest Lawn Memorial Park, Glendale. En su testamento, dejó dinero a la recién creada biblioteca de Laguna Beach, que se utilizó para construir una sala de libros ilustrados.
Un retrato fotográfico de Chedister realizado por Arnold Genthe datado en noviembre de 1921 está conservado en la Biblioteca del Congreso.

## Filmografía
- Dawn of the East (1921) como Mariya[11]
- Scrambled Wives (1921) como Mrs. Halsey[11]
- A Stage Romance (1922) como Lady Anne Boyle[11]
- Enemies of Women (1923) como French Beauty
- Atta Boy (1926) como una mujer de la moda[11]